# マサノブ・タカヤナギ
マサノブ・タカヤナギ（Masanobu Takayanagi、高柳 雅暢、born 17 February 1974）は、日本の撮影監督である。

## 経歴
群馬県富岡市で育つ。東北大学卒業。1996年頃に日本を離れたのち、カリフォルニア州立大学ロングビーチ校とアメリカン・フィルム・インスティチュートで学ぶ。
2011年、ギャヴィン・オコナー監督『ウォーリアー』でハリウッド・デビュー。その作品で米ヴァラエティ誌の「注目すべき10人のシネマトグラファー」に選ばれる。その後、ジョー・カーナハン監督『THE GREY 凍える太陽』を手がけた。2012年、デヴィッド・O・ラッセル監督『世界にひとつのプレイブック』を手がける。2013年、スコット・クーパー監督『ファーナス/訣別の朝』における仕事が『Screen International』誌上で高く評価された。
2015年ASC（American Society of Cinematographers 、全米撮影監督協会）会員。

## フィルモグラフィー

### 長編映画
- 憧れのモニカ・ヴェロア Meet Monica Velour （2010年）
- ウォーリアー Warrior （2011年,director of photography）
- THE GREY 凍える太陽 The Grey （2011年、director of Photography)
- 世界にひとつのプレイブック Silver Linings Playbook （2012年）
- ファーナス/訣別の朝 Out of the Furnace （2013年）
- ブラック・スキャンダル Black Mass （2015年,director of Photography）
- トゥルー・ストーリー True Story（2015年,director of Photography）
- スポットライト 世紀のスクープ Spotlight （2015年、Cinematography,アカデミー作品賞）
- 荒野の誓い Hostiles （2017年）
- 名探偵ティミー Timmy Failure: Mistakes Were Made (2020年)
- スワン・ソング Swan Song (2021年)
- スティルウォーター　Stillwater（2021年）
- ほの蒼き瞳 The Pale Blue Eye (2022年)